# Rendezvous with Rama (videogioco)
Rendezvous with Rama è un'avventura testuale sviluppata e pubblicata dalla Trillium, un marchio della Spinnaker Software, a partire dal 1984 per Apple II, Commodore 64 e MS-DOS. Il videogioco è basato sul libro di Arthur C. Clarke Incontro con Rama (Rendezvous with Rama in inglese).